# Monophyllorchis
Monophyllorchis es un género monotípico de orquídeas de hábito terrestre. Su única especie, Monophyllorchis microstyloides (Rchb.f.) Garay, Caldasia 8: 517 (1962), es originaria de Centroamérica hasta Ecuador.
Se distingue por su hoja única y las flores purpúreas, grandes, con 3 carinas prominentes sobre la mitad apical del labelo. Las flores provenientes de Ecuador han sido descritas como blancas hasta cremosas. 

## Descripción
Son orquídeas de hábitos terrestres, erectas, de 15 cm de alto, con raíces carnosas, flexuosas, alargadas y pubescentes; los tallos son delgados, erectos, cilíndricos, glabros, con una vaina infundibuliforme larga por arriba de la mitad, apicalmente 1-foliados. Hoja patente, ovada, de 9 cm de largo y 5 cm de ancho, acuminada, plicada, algo cordiforme en la base. La inflorescencia es racemosa de 4–5 cm de largo, terminal, erecta, con 5–6 flores, bráctea floral patente, 3–4 mm de largo, acuminada, las flores purpúreo obscuras, glabras; sépalos linear-liguliformes, hasta 12 mm de largo y 1.5 mm de ancho, agudos, atenuados hacia la base; pétalos similares a los sépalos; labelo 15 mm de largo y 5 mm de ancho sobre los lobos laterales, 3-lobado desde una base cuneiforme, los lobos laterales oblicuamente triangulares, subagudos, el lobo medio semiorbicular y obtuso, disco con 3 carinas prominentes en su porción apical; columna 10 mm de largo, delgada, alada, la antera terminal, erecta, con apículo carnoso, polinios 4, suaves; ovario y pedicelo juntos hasta 10 mm de largo.

## Distribución y hábitat
Se distribuye por Nicaragua, Costa Rica, Colombia y Ecuador en nebliselvas, a una altitud de hasta 1050 metros.

## Taxonomía
Monophyllorchis microstyloides fue descrita por (Rchb.f.) Garay y publicado en Caldasia 8(40): 517. 1962.
Sinonimia
- Pogonia microstyloides Rchb.f., Flora 69: 547 (1886).
- Monophyllorchis colombiana Schltr., Repert. Spec. Nov. Regni Veg. Beih. 7: 39 (1920).
- Monophyllorchis maculata Garay, Opera Bot., B 9(225: 1): 43 (1978).[1]